# Видове търговци според общото право
Тази статия описва дружествените форми, които предвиждат търговското и дружественото право в пределите на общото право, известно още като англосаксонска правна система.

## В Обединеното кралство
Особено е разбирането за дружество, в което отговорността е ограничена (на английски: limited company): то е това дружество, при което отговорността на участниците или подписвачите е ограничена до размера на вложеното в или гарантираното на самото дружество. Ограничаването се осъществява посредством дялово участие (на английски: share) или гаранция. Дружествата, при които ограничаването е посредством дялово участие, се делят на два вида: дружество, на което дяловете се предлагат публично (на английски: public company, също и public limited company), и такова, на което дяловете не се предлагат публично (на английски: private company, също и private limited company).
Особено важно е да се уточни какво включва понятието shares, което тук умишлено е преведено като дялово участие. Това са както акциите (на английски: stock), които са познати от българското търговско право и се отнасят за АД, така и дяловете, които са познати от българското търговско право и се отнасят за ООД. Разделението в българското право води началото си от немската правна система, при което имаме Aktiengesellschaft – АД, и Gesellschaft mit beschränkter Haftung (GmbH) – ООД.
Съкращението, което се използва за дружество, на което дяловете се предлагат публично, е plc (public limited company). Минимално изискуемият капитал е £50 000. В САЩ подобните на тези дружества се наричат publicly traded companies (публично търгувани дружества). До 1974 г. вместо plc се ползва съкращението Ltd., но след това то се отнася само за дружествата, чиито дялове не се предлагат публично.
Под general partnership се означава познатото в България събирателно дружество. Изобщо в общото право е изградена цяла една категория дружества, известна под названието partnerships (букв. съдружия или съучастия).
Едноличният търговец (ЕТ) е известен като sole proprietorship (букв. единствен собственик), sole trader (букв. единствен търговец) или само proprietorship (букв. собственик).

## В САЩ
За акционерните дружества се ползва определението incorporated, което показва, че собствеността е разпределена в акции. Акционерът е отговорен до размера на акциите, които притежава. В САЩ се дава предпочитание на понятието corporation вместо британското limited company.
В САЩ е развита особена форма на дружество, при което отговорността е ограничена и чиито дялове не се търгуват публично (private limited company), наречена limited liability company (LLC). Тя се приравнява на българското ООД. Съчетава данъчния режим на partnerships (букв. съдружия или съучастия) или sole proprieterships (еднолични търговци) с ограничената отговорност на corporations (вж. по-горе за тях). PLLC (professional limited liability company) е дружествена форма, необходима, когато се създава предприятие, което ще предоставя медицински или правни услуги, а това изисква щатски лиценз. В тези случаи LLC не е подходяща.